# اسکو سالمینن
اِسکو سالمینِن (انگلیسی: Esko Salminen؛ زادهٔ ۱۲ اکتبر ۱۹۴۰) هنرپیشه اهل کشور فنلاند است. وی حضور چشمگیری در تلویزیون، سینما و تئاتر داشته است.

## فیلم‌شناسی
از فیلم‌هایی که وی در آن نقش داشته است می‌توان به آریل و جنگ زمستان اشاره کرد.